# 2014 WP509
2014 WP509 ist ein großes transneptunisches Objekt, welches bahndynamisch als Cubewano eingestuft wird. Aufgrund seiner Größe ist der Asteroid ein Zwergplanetenkandidat.

## Entdeckung
2014 WP509 wurde am 17. November 2014 von einem Astronomenteam, bestehend aus B. Gibson, T. Goggia, N. Primak, A. Schultz und M. Willman, auf Bildern des 1,8-m-Pan-STARRS-Teleskops (PS1), die am 23. Oktober 2010 gemacht wurden, am Haleakalā-Observatorium (Maui) entdeckt. Die Entdeckung wurde am 24. Juli 2016 bekanntgegeben.
Der Beobachtungsbogen des Asteroiden beginnt mit der offiziellen Entdeckungsbeobachtung im Oktober 2010. Im September 2018 lagen insgesamt 81 Beobachtungen über einen Zeitraum von 6 Jahren vor. Die bisher letzte Beobachtung wurde im Februar 2016 ebenfalls am Pan-STARRS-Teleskop durchgeführt. (Stand 9. Februar 2019)

## Eigenschaften

### Umlaufbahn
2014 WP509 umkreist die Sonne in 299,00 Jahren auf einer stark elliptischen Umlaufbahn zwischen 40,88 AE und 48,55 AE Abstand zu deren Zentrum. Die Bahnexzentrizität beträgt 0,086, die Bahn ist 8,36° gegenüber der Ekliptik geneigt. Derzeit ist der Planetoid 42,62 AE von der Sonne bzw. 41,85 AE von der Erde entfernt. Das Perihel durchlief er das letzte Mal 1975, der nächste Periheldurchlauf dürfte also im Jahre 2274 erfolgen.
Sowohl Marc Buie (DES) als auch das Minor Planet Center klassifizieren den Planetoiden als Cubewano; letzteres führt es allgemein auch als «Distant Object» und als Nicht–SDO. Dabei zählt 2014 WP509 zu den heissen Cubewanos, was hier nichts mit der Temperatur zu tun hat, sondern bedeutet, dass die Umlaufbahn des Planetoiden seit seiner Entstehung durch den Planeten Neptun gestört wird.

### Größe
Derzeit wird von einem Durchmesser von etwa 513 km ausgegangen, basierend auf einem Rückstrahlvermögen von 8 % und einer absoluten Helligkeit von 4,9 m. Die scheinbare Helligkeit von 2014 WP509 beträgt 20,99 m.
Da anzunehmen ist, dass sich 2014 WP509 aufgrund seiner Größe im hydrostatischen Gleichgewicht befindet und somit weitgehend rund sein muss, sollte er die Kriterien für eine Einstufung als Zwergplanet erfüllen. Mike Brown geht davon aus, dass es sich bei 2014 WP509 um wahrscheinlich einen Zwergplaneten handelt.
| Jahr                                         | Abmessungen km | Quelle   |
| -------------------------------------------- | -------------- | -------- |
| 2018                                         | 558,0          | Johnston |
| 2018                                         | 513,0          | Brown    |
| Die präziseste Bestimmung ist fett markiert. |                |          |